# Kariera (film 1954)
Kariera – polski film sensacyjny z 1954 roku w reż. Jana Koechera.

## Fabuła
Karwowski, syn przedwojennego pułkownika, zostaje przerzucony z Zachodu do Polski z zadaniem zmontowania siatki szpiegowsko-dywersyjnej. Zadanie z pozoru wydaje się łatwe. Jednak po wylądowaniu w Polsce okazuje się, że nikt nie chce z nim współpracować. Posiadane przez Karwowskiego „stuprocentowo pewne kontakty” na ewentualnych współpracowników okazują się zupełnie nieaktualne. W odbudowującej się Polsce Ludowej, pełnej ludzi wciągniętych w wir socjalistycznych przemian, nie ma chętnych do współpracy. Od stoczniowca Krupy dostaje w zęby, a pochłonięty pracą inżynier Hulewicz o wizycie Karwowskiego informuje UB. Osaczony i „spalony” agent zachodniego wywiadu zostaje w końcu aresztowany przez bezpiekę.

## Obsada
- Jan Świderski – Stanisław Karwowski
- Adam Mularczyk – Kazimierz Rosiak, gospodarz Karwowskiego
- Wanda Łuczycka – Janina Rosiakowa
- Andrzej Hrydzewicz – Romek, syn Rosiaków
- Lidia Korsakówna – Teresa, córka Rosiaków
- Tadeusz Janczar – Witek, sympatia Teresy Rasiakówny
- Bronisław Dardziński – fotograf
- Tadeusz Woźniak – inżynier Jerzy Hulewicz
- Teresa Szmigielówna – Irena Hulewiczowa
- Leopold Szmaus – Józef Krupa
- Celina Klimczakówna – nauczycielka
- Stanisław Kwaskowski – adwokat Narcyz Gołębiowski
- Jerzy Pietraszkiewicz – major UB
- Bohdan Ejmont – porucznik UB
- Jerzy Antczak – bikiniarz, kolega Romka Rosiaka
- Lucjana Bracka – matka Rosiaka
- Marian Wojtczak – chorąży Wiśniewski, deszyfrant UB